# A Zsaruvér epizódjainak listája
Ez a lista a Zsaruvér (Blue Blood) című amerikai sorozat epizódjait tartalmazza.

## Évados áttekintés
| Évad | Évad | Epizódok | Eredeti sugárzás     | Eredeti sugárzás   | Eredeti adó          | Magyar sugárzás     | Magyar sugárzás   | Magyar adó |
| Évad | Évad | Epizódok | Évadpremier          | Évadfinálé         | Eredeti adó          | Évadpremier         | Évadfinálé        | Magyar adó |
| ---- | ---- | -------- | -------------------- | ------------------ | -------------------- | ------------------- | ----------------- | ---------- |
|      | 1    | 22       | 2010. szeptember 24. | 2011. május 13.    |                      | 2011. január 14.    | 2012. február 26. |            |
|      | 2    | 22       | 2011. szeptember 23. | 2012. május 11.    | 2012. szeptember 26. | 2012. november 25.  |                   |            |
|      | 3    | 23       | 2012. szeptember 28. | 2013. május 10.    | 2013. október 20.    | 2014. január 5.     |                   |            |
|      | 4    | 22       | 2013. szeptember 27. | 2014. május 9.     | 2014. október 3.     | 2014. december 12.  |                   |            |
|      | 5    | 22       | 2014. szeptember 26. | 2015. május 1.     | 2015. október 9.     | 2016. január 15.    |                   |            |
|      | 6    | 22       | 2015. szeptember 25. | 2016. május 6.     | 2016. június 22.     | 2016. augusztus 30. |                   |            |
|      | 7    | 22       | 2016. szeptember 23. | 2017. május 5.     | 2017. augusztus 21.  | 2017. október 5.    |                   |            |
|      | 8    | 22       | 2017. szeptember 29. | 2018. május 11.    | 2019. október 22.    | 2019. november 13.  |                   |            |
|      | 9    | 22       | 2018. szeptember 28. | 2019. május 10.    | 2020. október 30.    | 2020. december 1.   |                   |            |
|      | 10   | 19       | 2019. szeptember 27. | 2020. május 1.     | n/a                  | n/a                 | n/a               |            |
|      | 11   | 16       | 2020. december 4.    | 2021. május 14.    | 2021. szeptember 28. | 2021. október 19.   |                   |            |
|      | 12   | 20       | 2021. október 1.     | 2022. május 6.     | 2022. június 14.     | 2022. július 23.    |                   |            |
|      | 13   | 21       | 2022. október 7.     | 2023. május 19.    | 2023. július 1.      | 2023. augusztus 3.  |                   |            |
|      | 14   | 18       | 2024. február 16.    | 2024. december 13. |                      |                     |                   |            |

## Első évad (2010-11)
| Sor. | Év. | Cím                                     | Rendező               | Író                                        | Premier                               | Nézettség    |
| ---- | --- | --------------------------------------- | --------------------- | ------------------------------------------ | ------------------------------------- | ------------ |
| 1.   | 1.  | Kezdetek (Pilot)                        | Michael Cuesta        | Robin Green és Mitchell Burgess            | 2010. szeptember 24. 2011. január 14. | 13,01 millió |
| 2.   | 2.  | A szamaritánus (Samaritan)              | Ralph Hemecker        | Ken Sanzel                                 | 2010. október 1. 2011. január 21.     | 11,32 millió |
| 3.   | 3.  | A kiváltságos (Privilege)               | Stephen Gyllenhaal    | Brian Burns                                | 2010. október 8. 2011. január 28.     | 11,15 millió |
| 4.   | 4.  | A halott rendőr (Officer Down)          | Ralph Hemecker        | Thomas Kelly                               | 2010. október 15. 2011. február 4.    | 10,39 millió |
| 5.   | 5.  | A bomba (What You See)                  | Félix Alcalá          | Julie Hébert                               | 2010. október 22. 2011. február 11.   | 11,15 millió |
| 6.   | 6.  | Túladagolás (Smack Attack)              | Gwyneth Horder-Payton | Siobhan Byrne-O'Connor                     | 2010. október 29. 2011. február 18.   | 11,62 millió |
| 7.   | 7.  | Testvérek (Brothers)                    | Frederick K. Keller   | Mark Rosner                                | 2010. november 5. 2011. február 25.   | 10,31 millió |
| 8.   | 8.  | A kínai negyed (Chinatown)              | Michael Pressman      | Diana Son                                  | 2010. november 12. 2011. március 4.   | 10,57 millió |
| 9.   | 9.  | Veszélyben (Re-Do)                      | Rosemary Rodriguez    | Julie Hébert                               | 2010. november 19. 2011. március 11.  | 11,36 millió |
| 10.  | 10. | Éjszakai élet (After Hours)             | Alex Zakrzewski       | Brian Burns                                | 2010 december 3. 2011. március 18.    | 11,32 millió |
| 11.  | 11. | Kishal (Little Fish)                    | Michael Pressman      | Siobhan Byrne-O'Connor                     | 2011. január 19. 2011. március 25.    | 12,30 millió |
| 12.  | 12. | Családi kötelék (Family Ties)           | Stephen Gyllenhaal    | Mark Rosner                                | 2011. január 26. 2011. április 1.     | 12,10 millió |
| 13.  | 13. | Tükörcsarnok (Hall of Mirrors)          | Frederick K. Keller   | Thomas Kelly                               | 2011. február 2. 2011. december 4.    | 11,31 millió |
| 14.  | 14. | Valentin nap (My Funny Valentine)       | John Polson           | Diana Son                                  | 2011. február 9. 2011. december 11.   | 11,80 millió |
| 15.  | 15. | Gyilkossági kísérlet (Dedication)       | Jan Eliasberg         | Kevin Wade                                 | 2011. február 18. 2011. december 18.  | 11,16 millió |
| 16.  | 16. | Az ártatlanság kora (Age of Innocence)  | Félix Alcalá          | Amanda Green                               | 2011. február 25. 2012. január 15.    | 11,65 millió |
| 17.  | 17. | Ezüst csillag (Silver Star)             | Ralph Hemecker        | Thomas Kelly                               | 2011. március 11. 2012. január 22.    | 11,60 millió |
| 18.  | 18. | Az igazat megvallva (To Tell the Truth) | Alex Zakrzewski       | Siobhan Byrne-O'Connor                     | 2011. április 1. 2012. január 29.     | 10,92 millió |
| 19.  | 19. | Modellek (Model Behavior)               | Matt Penn             | Brian Burns                                | 2011. április 8. 2012. február 5.     | 10,71 millió |
| 20.  | 20. | A turista (All That Glitters)           | Michael Pressman      | Gwendolyn M. Parker                        | 2011. április 29. 2012. február 12.   | 10,06 millió |
| 21.  | 21. | A pincér fiú (Cellar Boy)               | Karen Gaviola         | Diana Son, Robin Green és Mitchell Burgess | 2011. május 6. 2012. február 19.      | 10,38 millió |
| 22.  | 22. | A Kék Lovagok (The Blue Templar)        | Frederick K. Keller   | Kevin Wade                                 | 2011. május 13. 2012. február 26.     | 11,79 millió |

## Második évad (2011-12)
| Sor. | Év. | Cím                                          | Rendező             | Író                          | Premier                                   | Nézettség    |
| ---- | --- | -------------------------------------------- | ------------------- | ---------------------------- | ----------------------------------------- | ------------ |
| 23.  | 1.  | Irgalom (Mercy)                              | Michael Pressman    | Kevin Wade                   | 2011. szeptember 23. 2012. szeptember 16. | 12,06 millió |
| 24.  | 2.  | Baráti tűz (Friendly Fire)                   | John Polson         | Brian Burns                  | 2011. szeptember 30. 2012. szeptember 16. | 11,30 millió |
| 25.  | 3.  | Kritikus állapot (Critical Condition)        | Ralph Hemecker      | Thomas Kelly                 | 2011. október 7. 2012. szeptember 23.     | 11,29 millió |
| 26.  | 4.  | Ártatlanság (Innocence)                      | Alex Zakrzewski     | Siobhan Byrne-O'Connor       | 2011. október 14. 2012. szeptember 23.    | 11,19 millió |
| 27.  | 5.  | Egy éjszaka a városban (A Night on the Town) | Ralph Hemecker      | Kevin Wade                   | 2011. október 21. 2012. szeptember 30.    | 10,90 millió |
| 28.  | 6.  | Sérülés (Black and Blue)                     | Alex Chapple        | Brian Burns                  | 2011. november 4. 2012. szeptember 30.    | 12,73 millió |
| 29.  | 7.  | Magányos szívek klubja (Lonely Hearts Club)  | Félix Alcalá        | Vanessa Rojas                | 2011. november 11. 2012. október 7.       | 11,30 millió |
| 30.  | 8.  | Hálaadás (Thanksgiving)                      | Steve Gomer         | Shaun Cassidy                | 2011. november 18. 2012. október 7.       | 12,41 millió |
| 31.  | 9.  | Beépülve (Moonlighting)                      | Robert Harmon       | Kevin Wade                   | 2011. december 2. 2012. október 14.       | 11,05 millió |
| 32.  | 10. | Az informátor (Whistle Blower)               | Robert Harmon       | Thomas Kelly                 | 2012. január 6. 2012. október 14.         | 11,34 millió |
| 33.  | 11. | Az egyenruha (The Uniform)                   | Alex Zakrzewski     | John Moskowitz               | 2012. január 13. 2012. október 21.        | 12,08 millió |
| 34.  | 12. | A munka (The Job)                            | Nick Gomez          | Brian Burns                  | 2012. február 3. 2012. október 21.        | 11,44 millió |
| 35.  | 13. | A hit ereje (Leap of Faith)                  | David M. Barrett    | David Black                  | 2012. február 10. 2012. október 28.       | 11,82 millió |
| 36.  | 14. | Szülőség (Parenthood)                        | John Polson         | Siobhan Byrne-O'Connor       | 2012. február 17. 2012. október 28.       | 10,81 millió |
| 37.  | 15. | Az élet, amit választunk (The Life We Chose) | Félix Alcalá        | Thomas Kelly                 | 2012. február 24. 2012. november 4.       | 11,35 millió |
| 38.  | 16. | Nő fegyverrel (Women with Guns)              | Martha Mitchell     | Kevin Wade                   | 2012. március 2. 2012. november 4.        | 11,47 millió |
| 39.  | 17. | Reagan kontra Reagan (Reagan Vs. Reagan)     | Jim McKay           | Ed Zuckerman                 | 2012. március 9. 2012. november 11.       | 11,27 millió |
| 40.  | 18. | Kérdés nélkül (No Questions Asked)           | Christine Moore     | Vanessa Rojas és Brian Burns | 2012. március 30. 2012. november 11.      | 10,72 millió |
| 41.  | 19. | A hős (Some Kind of Hero)                    | Alex Zakrzewski     | Siobhan Byrne-O'Connor       | 2012. április 6. 2012. november 18.       | 10,92 millió |
| 42.  | 20. | Dolgozó lányok (Working Girls)               | James Whitmore, Jr. | Ian Biederman                | 2012. április 27. 2012. november 18.      | 10,47 millió |
| 43.  | 21. | Járulékos vesztesség (Collateral Damage)     | Ralph Hemecker      | Kevin Wade és Thomas Kelly   | 2012. május 4. 2012. november 25.         | 10,36 millió |
| 44.  | 22. | Anyák napja (Mother's Day)                   | Michael Pressman    | Brian Burns                  | 2012. május 11. 2012. november 25.        | 10,73 millió |

## Harmadik évad (2012-13)
| Sor. | Év. | Cím                                     | Rendező             | Író                                                               | Premier                                | Nézettség    |
| ---- | --- | --------------------------------------- | ------------------- | ----------------------------------------------------------------- | -------------------------------------- | ------------ |
| 45.  | 1.  | Családi vállalkozás (Family Business)   | Alex Chapple        | Brian Burns                                                       | 2012. szeptember 28. 2013. október 20. | 11,22 millió |
| 46.  | 2.  | Belső viszály (Domestic Disturbance)    | Michael Pressman    | Ian Biederman                                                     | 2012. október 5. 2013. október 20.     | 9,77 millió  |
| 47.  | 3.  | Régi sebek (Old Wounds)                 | John Polson         | Siobhan Byrne-O'Connor                                            | 2012. október 12. 2013. október 27.    | 10,53 millió |
| 48.  | 4.  | Megperzselt világ (Scorched Earth)      | Peter Werner        | Dawn DeNoon                                                       | 2012. október 19. 2013. október 27.    | 10,29 millió |
| 49.  | 5.  | Kockázat és jutalom (Risk and Reward)   | Ralph Hemecker      | Thomas Kelly                                                      | 2012. október 26. 2013. november 3.    | 11,06 millió |
| 50.  | 6.  | Zöldebb fű (Greener Grass)              | Martha Mitchell     | Daniel Truly                                                      | 2012. november 2. 2013. november 3.    | 11,05 millió |
| 51.  | 7.  | Rémálmok (Nightmares)                   | John Polson         | Kevin Wade                                                        | 2012. november 9. 2013. november 10.   | 11,32 millió |
| 52.  | 8.  | Felsőoktatás (Higher Education)         | Robert Harmon       | Ian Biederman                                                     | 2012. november 30. 2013. november 10.  | 11,31 millió |
| 53.  | 9.  | Titkok és hazugságok (Secrets and Lies) | David M. Barrett    | Siobhan Byrne-O'Connor                                            | 2012. december 7. 2013. november 17.   | 11,17 millió |
| 54.  | 10. | Apák és fiúk (Fathers and Sons)         | Michael Pressman    | Brian Burns                                                       | 2013. január 4. 2013. november 17.     | 10,18 millió |
| 55.  | 11. | Vezércikkek (Front Page News)           | David M. Barrett    | Dawn DeNoon                                                       | 2013. január 11. 2013. november 24.    | 11,22 millió |
| 56.  | 12. | Felültetve (Framed)                     | David M. Barrett    | Daniel Truly                                                      | 2013. január 18. 2013. november 24.    | 11,64 millió |
| 57.  | 13. | Belsős ügyek (Inside Jobs)              | Alex Hall           | Kevin Wade                                                        | 2013. február 1. 2013. december 1.     | 11,50 millió |
| 58.  | 14. | Feketében (Men in Black)                | Alex Chapple        | Történet: Ish Goldstein Tévéjáték: Ish Goldstein és Ian Biederman | 2013. február 8. 2013. december 1.     | 11,24 millió |
| 59.  | 15. | Harcosok (Warriors)                     | Oz Scott            | Siobhan Byrne-O'Connor                                            | 2013. február 15. 2013. december 8.    | 10,73 millió |
| 60.  | 16. | Ellenérték (Quid Pro Quo)               | Alex Zakrzewski     | Brian Burns                                                       | 2013. február 22. 2013. december 8.    | 11,21 millió |
| 61.  | 17. | Túlzott tiltakozás (Protest Too Much)   | Larry Teng          | Dawn DeNoon                                                       | 2013. március 8. 2013. december 15.    | 10,72 millió |
| 62.  | 18. | Nincs megbánás (No Regrets)             | David M. Barrett    | Daniel Truly                                                      | 2013. március 15. 2013. december 15.   | 10,41 millió |
| 63.  | 19. | Az elveszett fiú (Loss of Faith)        | James Whitmore, Jr. | Seth Pearlman                                                     | 2013. április 5. 2013. december 22.    | 10,99 millió |
| 64.  | 20. | Eredmények és eszközök (Ends and Means) | John Polson         | Ian Biederman                                                     | 2013. április 12. 2013. december 22.   | 10,65 millió |
| 65.  | 21. | Az ördög lélegzete (Devil's Breath)     | Alex Chapple        | Siobhan Byrne-O'Connor                                            | 2013. április 26. 2013. december 29.   | 10,46 millió |
| 66.  | 22. | A keserű vég (The Bitter End)           | Christine Moore     | Brian Burns                                                       | 2013. május 3. 2013. december 29.      | 10,02 millió |
| 67.  | 23. | A kivezető út (This Way Out)            | Peter Werner        | Kevin Wade                                                        | 2013. május 10. 2014. január 5.        | 10,30 millió |

## Negyedik évad (2013-14)
| Sor. | Év. | Cím                                                      | Rendező               | Író                                                           | Premier                               | Nézettség    |
| ---- | --- | -------------------------------------------------------- | --------------------- | ------------------------------------------------------------- | ------------------------------------- | ------------ |
| 68.  | 1.  | Íratlan szabályok (Unwritten Rules)                      | David M. Barrett      | Ian Biederman                                                 | 2013. szeptember 27. 2014. október 3. | 11,70 millió |
| 69.  | 2.  | A város, amely sosem alszik (The City That Never Sleeps) | John Behring          | Kevin Wade                                                    | 2013. október 4. 2014. október 3.     | 11,37 millió |
| 70.  | 3.  | Szolgálunk és védünk (To Protect and Serve)              | Peter Werner          | Siobhan Byrne-O'Connor                                        | 2013. október 11. 2014. október 10.   | 10,56 millió |
| 71.  | 4.  | Az igazság a hazugságról (The Truth About Lying)         | Robert Duncan McNeill | Brian Burns                                                   | 2013. október 18. 2014. október 10.   | 10,56 millió |
| 72.  | 5.  | Elveszve (Lost and Found)                                | Alex Chapple          | Daniel Truly                                                  | 2013. október 25. 2014. október 17.   | 11,27 millió |
| 73.  | 6.  | Növekedés (Growing Boys)                                 | Eric Laneuville       | Willie Reale                                                  | 2013. november 1. 2014. október 17.   | 11,01 millió |
| 74.  | 7.  | Kudarcra ítélve (Drawing Dead)                           | Ralph Hemecker        | Ian Biederman                                                 | 2013. november 8. 2014. október 24.   | 10,97 millió |
| 75.  | 8.  | Igazságszolgáltatás (Justice Served)                     | David M. Barrett      | Siobhan Byrne-O'Connor                                        | 2013. november 15. 2014. október 24.  | 11,79 millió |
| 76.  | 9.  | Rossz vér (Bad Blood)                                    | Robert Harmon         | Daniel Truly                                                  | 2013. november 22. 2014. október 31.  | 11,90 millió |
| 77.  | 10. | Hibás célpont (Mistaken Identity)                        | David Solomon         | Diana Son és Ian Biederman                                    | 2013. december 13. 2014. október 31.  | 10,94 millió |
| 78.  | 11. | Béklyók (Ties That Bind)                                 | Christine Moore       | Brian Burns                                                   | 2013. december 20. 2014. november 7.  | 10,52 millió |
| 79.  | 12. | Mumus (The Bogeyman)                                     | David M. Barrett      | Kevin Wade, Benjamin Cummings és Orson Cummings               | 2014. január 10. 2014. november 7.    | 12,68 millió |
| 80.  | 13. | Lezáratlan ügyek (Unfinished Business)                   | Alex Chapple          | Siobhan Byrne-O'Connor                                        | 2014. január 17. 2014. november 14.   | 12,62 millió |
| 81.  | 14. | Manhattan királynői (Manhattan Queens)                   | Donnie Wahlberg       | Willie Raelle                                                 | 2014. január 31. 2014. november 14.   | 12,93 millió |
| 82.  | 15. | Nyílt titkok (Open Secrets)                              | Eric Laneuville       | Ian Biederman                                                 | 2014. február 28. 2014. november 21.  | 11,96 millió |
| 83.  | 16. | Megforgatni a tőrt (Insult to Injury)                    | David M. Barrett      | Történet: Daniel Truly Tévéjáték: Daniel Truly és Andrew Raab | 2014. március 7. 2014. november 21.   | 12,03 millió |
| 84.  | 17. | Kiütés (Knockout Game)                                   | Robert Harmon         | Brian Burns                                                   | 2014. március 14. 2014. november 28.  | 11,68 millió |
| 85.  | 18. | Vezeklés (Righting Wrongs)                               | Alex Zakrzewski       | Siobhan Byrne-O'Connor                                        | 2014. április 4. 2014. november 28.   | 11,69 millió |
| 86.  | 19. | Titkos alkuk (Secret Arrangements)                       | Tawnia McKiernan      | Történet: Willie Raele és Sinead Daly Tévéjáték: Sinead Daly  | 2014. április 11. 2014. december 5.   | 11,05 millió |
| 87.  | 20. | Fogságban (Custody Battle)                               | Alex Chapple          | Ian Biederman                                                 | 2014. április 25. 2014. december 5.   | 11,05 millió |
| 88.  | 21. | Túl mindenen (Above and Beyond)                          | Greg Beeman           | Daniel Truly                                                  | 2014. május 2. 2014. december 12.     | 11,59 millió |
| 89.  | 22. | Számkivetett (Exiles)                                    | David M. Barrett      | Kevin Wade                                                    | 2014. május 9. 2014. december 12.     | 11,78 millió |

## Ötödik évad (2014-15)
| Sor. | Év. | Cím                                            | Rendező          | Író                          | Premier                               | Nézettség    |
| ---- | --- | ---------------------------------------------- | ---------------- | ---------------------------- | ------------------------------------- | ------------ |
| 90.  | 1.  | Társak (Partners)                              | David M. Barrett | Siobhan Byrne-O'Connor       | 2014. szeptember 26. 2015. október 9. | 10,88 millió |
| 91.  | 2.  | Megbocsátás (Forgive and Forget)               | Eric Laneuville  | Ian Biederman                | 2014. október 3. 2015. október 9.     | 10,85 millió |
| 92.  | 3.  | Nincs visszaút (Burning Bridges)               | John Behring     | Willie Reale                 | 2014. október 10. 2015. október 16.   | 11,09 millió |
| 93.  | 4.  | Túlzott erőszak (Excessive Force)              | Alex Zakrzewski  | Brian Burns                  | 2014. október 17. 2015. október 16.   | 10,70 millió |
| 94.  | 5.  | Fecsegés (Loose Lips)                          | Alex Chapple     | Daniel Truly                 | 2014. október 24. 2015. október 23.   | 11,42 millió |
| 95.  | 6.  | Különösen veszélyes (Most Wanted)              | Ralph Hemecker   | Bryan Goluboff               | 2014. október 31. 2015. október 23.   | 11,39 millió |
| 96.  | 7.  | Öld meg a hírnököt (Shoot the Messenger)       | David M. Barrett | Siobhan Byrne-O'Connor       | 2014. november 7. 2015. október 30.   | 11,51 millió |
| 97.  | 8.  | A sajtó ereje (Power of the Press)             | Tawnia McKiernan | Ian Biederman                | 2014. november 21. 2015. október 30.  | 11,62 millió |
| 98.  | 9.  | Az elveszett fegyver (Under the Gun)           | David M. Barrett | Willie Reale és Kevin Wade   | 2014. december 12. 2015. november 6.  | 11,09 millió |
| 99.  | 10. | Az apák bűnei (Sins of the Father)             | David M. Barrett | Daniel Truly                 | 2015. január 2. 2015. november 6.     | 11,61 millió |
| 100. | 11. | Táskák (Baggage)                               | John Behring     | Brian Burns                  | 2015. január 9. 2015. november 13.    | 12,86 millió |
| 101. | 12. | Otthon, édes otthon (Home Sweet Home)          | Robert Harmon    | Bryan Goluboff               | 2015. január 16. 2015. november 13.   | 12,61 millió |
| 102. | 13. | Szerelmi történet (Love Stories)               | Alex Zakrzewski  | Siobhan Byrne-O'Connor       | 2015. január 30. 2015. november 20.   | 11,87 millió |
| 103. | 14. | A szegény szomszéd (The Poor Door)             | Alex Chapple     | Willie Reale                 | 2015. február 6. 2015. november 20.   | 11,32 millió |
| 104. | 15. | Zúzóerő (Power Players)                        | David M. Barrett | Ian Biederman                | 2015. február 13. 2015. november 27.  | 11,46 millió |
| 105. | 16. | Bezárva (In The Box)                           | Holly Dale       | Brian Burns                  | 2015. február 20. 2015. november 27.  | 11,60 millió |
| 106. | 17. | Munkahelyi ártalom (Occupational Hazard)       | David M. Barrett | Daniel Truly                 | 2015. március 6. 2015. december 4.    | 11,03 millió |
| 107. | 18. | Rossz társasság (Bad Company)                  | Tawnia McKiernan | Bryan Goluboff               | 2015. március 13. 2015. december 4.   | 11,07 millió |
| 108. | 19. | Nagyítón keresztül (Through The Looking Glass) | Eric Laneuville  | Siobhan Byrne O'Connor       | 2015. április 3. 2015. december 11.   | 10,70 millió |
| 109. | 20. | A kölcsön visszajár (Payback)                  | Alex Chapple     | Lauren Gautier és Kevin Wade | 2015. április 10. 2015. december 18.  | 10,31 millió |
| 110. | 21. | Új szabályok (New Rules)                       | John Behring     | Ian Biederman                | 2015. április 24. 2016. január 8.     | 9,99 millió  |
| 111. | 22. | A háború művészete (The Art of War)            | David M. Barrett | Brian Burns                  | 2015. május 1. 2016. január 15.       | 11,28 millió |

## Hatodik évad (2015-16)
| Sor. | Év. | Cím                                            | Rendező           | Író                                                        | Premier                               | Nézettség    |
| ---- | --- | ---------------------------------------------- | ----------------- | ---------------------------------------------------------- | ------------------------------------- | ------------ |
| 112. | 1.  | A legrosszabb esetben (Worst Case Scenario)    | David M. Barrett  | Bryan Goluboff                                             | 2015. szeptember 25. 2016. június 22. | 10,08 millió |
| 113. | 2.  | Temető (Absolute Power)                        | David M. Barrett  | Siobhan Byrne O'Connor                                     | 2015. október 2. 2016. június 23.     | 11,41 millió |
| 114. | 3.  | Oui, oui (All the News That's Fit to Click)    | Alex Chapple      | Brian Burns                                                | 2015. október 9. 2016. június 24.     | 10,74 millió |
| 115. | 4.  | Tűzoltók és rendőrök (With Friends Like These) | Heather Cappiello | Ian Beiderman                                              | 2015. október 16. 2016. június 28.    | 10,61 millió |
| 116. | 5.  | Igéret (Backstabbers)                          | John Behring      | Dan Truly                                                  | 2015. október 23. 2016. július 2.     | 10,42 millió |
| 117. | 6.  | Ítélet (Rush to Judgment)                      | Peter Werner      | Peter Blauner                                              | 2015. október 30. 2016. július 5.     | 9,70 millió  |
| 118. | 7.  | A Mustang (The Bullitt Mustang)                | David M. Barrett  | Történet: Kevin Wade és Willie Reale Tévéjáték: Kevin Wade | 2015. november 6. 2016. július 9.     | 10,90 millió |
| 119. | 8.  | Hősök (Unsung Heroes)                          | Alex Chapple      | Siobhan Byrne O'Connor                                     | 2015. november 13. 2016. július 12.   | 10,33 millió |
| 120. | 9.  | Tarts ki! (Hold Outs)                          | Eric Laneuville   | Brian Burns                                                | 2015. november 20. 2016. július 16.   | 11,01 millió |
| 121. | 10. | Apáink zászlaja (Flags of Our Fathers)         | David M. Barrett  | Ian Biederman                                              | 2015. december 11. 2016. július 19.   | 9,95 millió  |
| 122. | 11. | A régi időkben (Back in the Day)               | Robert Harmon     | Bryan Goluboff                                             | 2016. január 8. 2016. július 23.      | 10,85 millió |
| 123. | 12. | Elátkozva (Cursed)                             | Peter Leto        | Daniel Truly                                               | 2016. január 15. 2016. július 26.     | 10,62 millió |
| 124. | 13. | Az én területem (Stomping Grounds)             | Don Thorin, Jr.   | Peter Blauner                                              | 2016. január 22. 2016. július 30.     | 11,56 millió |
| 125. | 14. | A pokolba vezető út (The Road to Hell)         | Thomas R. Moore   | Siobhan Byrne O'Connor                                     | 2016. február 12. 2016. augusztus 2.  | 10,92 millió |
| 126. | 15. | Újrakezdés (Fresh Start)                       | David M. Barrett  | Brian Burns                                                | 2016. február 19. 2016. augusztus 6.  | 10,74 millió |
| 127. | 16. | Segítek, ha segítesz (Help Me Help You)        | Alex Chapple      | Ian Biederman                                              | 2016. február 26. 2016. augusztus 9.  | 10,33 millió |
| 128. | 17. | Barátok a szükségben (Friends in Need)         | P.J. Pesce        | Kevin Riley és Kevin Wade                                  | 2016. március 11. 2016. augusztus 13. | 9,83 millió  |
| 129. | 18. | Lyukas garas (Town Without Pity)               | David M. Barrett  | Peter Blauner                                              | 2016. április 1. 2016. augusztus 16.  | 10,40 millió |
| 130. | 19. | Utóhatás (Blast from the Past)                 | Eric Laneuville   | Bryan Goluboff                                             | 2016. április 8. 2016. augusztus 20.  | 10,35 millió |
| 131. | 20. | Le a nyúl üregbe (Down the Rabbit Hole)        | David M. Barrett  | Siobhan Byrne O'Connor                                     | 2016. április 15. 2016. augusztus 23. | 10,41 millió |
| 132. | 21. | Extra mérföld (The Extra Mile)                 | John Behring      | Brian Burns                                                | 2016. április 29. 2016. augusztus 27. | 10,13 millió |
| 133. | 22. | Visszajátszás (Blowback)                       | David M. Barrett  | Ian Biederman                                              | 2016. május 6. 2016. augusztus 30.    | 10,10 millió |

## Hetedik évad (2016-17)
| Sor. | Év. | Cím                                                    | Rendező          | Író                                                          | Premier                                  | Nézettség    |
| ---- | --- | ------------------------------------------------------ | ---------------- | ------------------------------------------------------------ | ---------------------------------------- | ------------ |
| 134. | 1.  | A nagyobb jó (The Greater Good)                        | David M. Barrett | Siobhan Byrne-O'Connor                                       | 2016. szeptember 23. 2017. augusztus 22. | 10,55 millió |
| 135. | 2.  | Jó zsaru, rossz zsaru (Good Cop Bad Cop)               | Kellie Cyrus     | Brian Burns                                                  | 2016. szeptember 30. 2017. augusztus 25. | 10,56 millió |
| 136. | 3.  | Az igazság ára (The Price of Justice)                  | John Behring     | Ian Biederman                                                | 2016. október 7. 2017. augusztus 26.     | 9,85 millió  |
| 137. | 4.  | A csőcselék szabályai (Mob Rules)                      | Robert Harmon    | Peter Blauner                                                | 2016. október 14. 2017. augusztus 29.    | 10,22 millió |
| 138. | 5.  | A közösségért (For the Community)                      | Peter Werner     | Történet: Blair Singer és Kevin Wade Tévéjáték: Blair Singer | 2016. október 21. 2017. augusztus 30.    | 10,03 millió |
| 139. | 6.  | Szivárogtató (Whistleblowers)                          | Eric Laneuville  | Kevin Riley és Kevin Wade                                    | 2016. október 28. 2017. augusztus 30.    | 8,88 millió  |
| 140. | 7.  | Bűnsegédlet (Guilt by Association)                     | Robert Harmon    | Siobhan Byrne O'Connor                                       | 2016. november 4. 2017. szeptember 5.    | 9,76 millió  |
| 141. | 8.  | Magánügy (Personal Business)                           | David M. Barrett | Ian Biederman                                                | 2016. november 11. 2017. szeptember 5.   | 10,27 millió |
| 142. | 9.  | Gyónás (Confessions)                                   | Alex Zakrzewski  | Brian Burns                                                  | 2016. november 18. 2017. szeptember 6.   | 10,36 millió |
| 143. | 10. | Elviselhetetlen szenvedés (Unbearable Loss)            | David M. Barrett | Peter Blauner                                                | 2016. december 9. 2017. szeptember 12.   | 10,18 millió |
| 144. | 11. | Genetika (Genetics)                                    | Alex Chapple     | Allie Solomon                                                | 2017. január 6. 2017. szeptember 13.     | 10,79 millió |
| 145. | 12. | Nem múlik el (Not Fade Away)                           | Robert Harmon    | Kevin Wade és Blair Singer                                   | 2017. január 13. 2017. szeptember 19.    | 10,48 millió |
| 146. | 13. | Egy aki megúszta (The One That Got Away)               | Jane Raab        | Siobhan Byrne O'Connor                                       | 2017. január 20. 2017. szeptember 19.    | 9,77 millió  |
| 147. | 14. | Bent és kint (In and Out)                              | John Behring     | Ian Biederman                                                | 2017. február 3. 2017. szeptember 20.    | 10,13 millió |
| 148. | 15. | Elveszett lélek (Lost Souls)                           | Alex Chapple     | Brian Burns                                                  | 2017. február 10. 2017. szeptember 20.   | 10,65 millió |
| 149. | 16. | Kemény alku (Hard Bargain)                             | David M. Barrett | Peter Blauner                                                | 2017. február 17. 2017. szeptember 26.   | 10,15 millió |
| 150. | 17. | Kétely árnyéka (Shadow of a Doubt)                     | P.J. Pesce       | Kevin Riley                                                  | 2017. március 10. 2017. szeptember 26.   | 9,36 millió  |
| 151. | 18. | Viszontlátás (A Deep Blue Goodbye)                     | David Barrett    | Kevin Wade                                                   | 2017. március 31. 2017. szeptember 28.   | 9,62 millió  |
| 152. | 19. | Elveszett szerelem (Love Lost)                         | Ralph Hemecker   | Siobhan Byrne O'Connor                                       | 2017. április 7. 2017. szeptember 28.    | 9,77 millió  |
| 153. | 20. | Se visszavonulás, se megadás (No Retreat No Surrender) | Jane Raab        | Brian Burns                                                  | 2017. április 14. 2017. október 3.       | 9,43 millió  |
| 154. | 21. | Külföldi munka (Foreign Interference)                  | John Behring     | Peter Blauner                                                | 2017. április 28. 2017. október 3.       | 8,74 millió  |
| 155. | 22. | A vagány zsaru vonal (The Thin Blue Line)              | David M. Barrett | Ian Biederman                                                | 2017. május 5. 2017. október 5.          | 9,24 millió  |

## Nyolcadik évad (2017-18)
| Sor. | Év. | Cím                                             | Rendező               | Író                    | Premier                                | Nézettség    |
| ---- | --- | ----------------------------------------------- | --------------------- | ---------------------- | -------------------------------------- | ------------ |
| 156. | 1.  | Vékony jégen (Cutting Losses)                   | David M. Barrett      | Siobhan Byrne O'Connor | 2017. szeptember 29. 2019. október 22. | 10,04 millió |
| 157. | 2.  | A múlt árnyai (Ghosts of the Past)              | John Behring          | Kevin Riley            | 2017. október 6. 2019. október 23.     | 9,49 millió  |
| 158. | 3.  | Az ellenségem ellensége (The Enemy of My Enemy) | Robert Harmon         | Ian Biederman          | 2017. október 13. 2019. október 25.    | 8,98 millió  |
| 159. | 4.  | Rendőrgyilkos (Out of the Blue)                 | David M. Barrett      | Brian Burns            | 2017. október 20. 2019. október 26.    | 9,08 millió  |
| 160. | 5.  | Hamis vád (The Forgotten)                       | Ralph Hemecker        | Allie Solomon          | 2017. október 27. 2019. október 29.    | 8,29 millió  |
| 161. | 6.  | Portré (Brushed Off)                            | Eric Laneuville       | Daniel Truly           | 2017. november 3. 2019. október 30.    | 9,27 millió  |
| 162. | 7.  | Palánk és kesztyű (Common Ground)               | David M. Barrett      | Siobhan Byrne O'Connor | 2017. november 10. 2019. október 31.   | 9,94 millió  |
| 163. | 8.  | A szolgálat ára (Pick Your Poison)              | Heather Cappiello     | Kevin Wade             | 2017. november 17. 2019. november 1.   | 9,25 millió  |
| 164. | 9.  | Tiltott szerek (Pain Killers)                   | John Behring          | Ian Biederman          | 2017. december 1. 2019. november 5.    | 8,84 millió  |
| 165. | 10. | Ravasz fondorlat (Heavy Is the Head)            | David M. Barrett      | Brian Burns            | 2017. december 8. 2019. november 5.    | 9,40 millió  |
| 166. | 11. | Fűvel-tűvel (Second Chances)                    | Deran Sarafian        | Kevin Riley            | 2018. január 5. 2019. november 6.      | 9,98 millió  |
| 167. | 12. | Családi hagyomány (The Brave)                   | Thomas R. Moore       | Siobhan Byrne O'Connor | 2018. január 12. 2019. november 6.     | 10,17 millió |
| 168. | 13. | Gázolás (Erasing History)                       | Jane Raab             | Daniel Truly           | 2018. január 19. 2019. november 7.     | 9,45 millió  |
| 169. | 14. | Veszélyes kölykök (School of Hard Knocks)       | Alex Zakrzewski       | Ian Biederman          | 2018. február 2. 2019. november 7      | 9,32 millió  |
| 170. | 15. | A pénz miatt (Legacy)                           | David M. Barrett      | Allie Solomon          | 2018. március 2. 2019. november 8.     | 9,06 millió  |
| 171. | 16. | A park túloldalán (Tale of Two Cities)          | Robert Duncan McNeill | Brian Burns            | 2018. március 9. 2019. november 8.     | 8,95 millió  |
| 172. | 17. | Fából vaskarika (Close Calls)                   | Jane Raab             | Peter Blauner          | 2018. március 30. 2019. november 9.    | 8,43 millió  |
| 173. | 18. | 153 nap (Friendship, Love, and Loyalty)         | Robert Harmon         | Siobhan Byrne O'Connor | 2018. április 6. 2019. november 9.     | 8,75 millió  |
| 174. | 19. | Ütközés (Risk Management)                       | David M. Barrett      | Ian Biederman          | 2018. április 13. 2019. november 12.   | 8,25 millió  |
| 175. | 20. | Rabló-pandúr (Your Six)                         | Ralph Hemecker        | Brian Burns            | 2018. április 27. 2019. november 12.   | 8,13 millió  |
| 176. | 21. | Alku az ördöggel (The Devil You Know)           | John Behring          | Peter Blauner          | 2018. május 4. 2019. november 13.      | 7,78 millió  |
| 177. | 22. | Ámokfutás (My Aim is True)                      | David M. Barrett      | Kevin Wade             | 2018. május 11. 2019. november 13.     | 8,88 millió  |

## Kilencedik évad (2018-19)
| Sor. | Év. | Cím                                        | Rendező           | Író                          | Premier                               | Nézettség   |
| ---- | --- | ------------------------------------------ | ----------------- | ---------------------------- | ------------------------------------- | ----------- |
| 178. | 1.  | Aki a tűzzel játszik (Playing with Fire)   | David M. Barrett  | Siobhan Byrne-O'Connor       | 2018. szeptember 28. 2020. október 1. | 8,79 millió |
| 179. | 2.  | Az új főnök (Meet the New Boss)            | Robert Harmon     | Ian Biederman                | 2018. október 5. 2020. október 31.    | 8,57 millió |
| 180. | 3.  | Gázláng (Mind Games)                       | John Behring      | Brian Burns                  | 2018. október 12. 2020. november 3.   | 8,31 millió |
| 181. | 4.  | Áramszünet (Blackout)                      | Ralph Hemecker    | Kevin Riley és Allie Solomon | 2018. október 19. 2020. november 4.   | 8,46 millió |
| 182. | 5.  | A vér nem válik vízzé (Thicker Than Water) | Jackeline Tejada  | Daniel Truly                 | 2018. október 26. 2020. november 5.   | 7,90 millió |
| 183. | 6.  | Bizalom (Trust)                            | Alex Zakrzewski   | Jack Ciapciak és Kevin Wade  | 2018. november 2. 2020. november 6.   | 8,73 millió |
| 184. | 7.  | Beetetés (By Hook or by Crook)             | David M. Barrett  | Siobhan Byrne O'Connor       | 2018. november 9. 2020. november 7.   | 8,97 millió |
| 185. | 8.  | Kézfogás (Stirring the Pot)                | Robert Harmon     | Ian Biederman                | 2018. november 16. 2020. november 10. | 8,63 millió |
| 186. | 9.  | Megszálló erő (Handcuffs)                  | Heather Cappiello | Brian Burns                  | 2018. november 30. 2020. november 11. | 8,43 millió |
| 187. | 10. | Tekintélytisztelet (Authority Figures)     | Eric Laneuville   | Kevin Riley                  | 2018. december 7. 2020. november 12.  | 8,90 millió |
| 188. | 11. | Zendülők (Disrupted)                       | David M. Barrett  | Daniel Truly                 | 2019. január 4. 2020. november 13.    | 8,60 millió |
| 189. | 12. | Kompromisszum (Milestones)                 | Heather Cappiello | Allie Solomon                | 2019. január 11. 2020. november 14.   | 9,05 millió |
| 190. | 13. | A holtak szava (Ripple Effect)             | Ralph Hemecker    | Siobhan Byrne O'Connor       | 2019. február 1. 2020. november 17.   | 9,13 millió |
| 191. | 14. | Testvérviszály (My Brother's Keeper)       | Doug Aarniokoski  | Ian Biederman                | 2019. február 8. 2020. november 18.   | 7,62 millió |
| 192. | 15. | A múlt, nem a jelen érdeme (Blues)         | David M. Barrett  | Brian Burns                  | 2019. február 15. 2020. november 19.  | 8,93 millió |
| 193. | 16. | Kemény a szív (Past Tense)                 | Rachel Feldman    | Daniel Truly                 | 2019. március 8. 2020. november 21.   | 8,26 millió |
| 194. | 17. | Az elefánt nem felejt (Two-Faced)          | Ralph Hemecker    | Kevin Riley                  | 2019. március 15. 2020. november 24.  | 7,78 millió |
| 195. | 18. | Elölről (Rectify)                          | Robert Harmon     | Allie Solomon                | 2019. április 5. 2020. november 25.   | 7,90 millió |
| 196. | 19. | Közös ellenségek (Common Enemies)          | David M. Barrett  | Siobhan Byrne O'Connor       | 2019. április 12. 2020. november 26.  | 8,09 millió |
| 197. | 20. | Valamit, valamiért (Strange Bedfellows)    | Dean White        | Ian Biederman                | 2019. április 26. 2020. november 27.  | 7,78 millió |
| 198. | 21. | Mint két tojás (Identity)                  | Behring           | Daniel Truly                 | 2019. május 3. 2020. november 28.     | 8,13 millió |
| 199. | 22. | Farkasfalka (Something Blue)               | David M. Barrett  | Brian Burns                  | 2019. május 10. 2020. december 1.     | 8,48 millió |

## Tizedik évad (2019-20)
| Sor. | Év. | Cím                       | Rendező            | Író                                                                               | Premier              | Nézettség   |
| ---- | --- | ------------------------- | ------------------ | --------------------------------------------------------------------------------- | -------------------- | ----------- |
| 200. | 1.  | The Real Deal             | David Barrett      | Kevin Wade és Siobhan Byrne-O'Connor                                              | 2019. szeptember 27. | 7,85 millió |
| 201. | 2.  | Naughty or Nice           | John Behring       | Ian Biederman                                                                     | 2019. október 4.     | 7,44 millió |
| 202. | 3.  | Behind the Smile          | Ralph Hemecker     | Daniel Truly                                                                      | 2019. október 11.    | 7,64 millió |
| 203. | 4.  | Another Look              | Jackeline Tejada   | Brian Burns                                                                       | 2019. október 18.    | 7,44 millió |
| 204. | 5.  | The Price You Pay         | John Behring       | Kevin Riley                                                                       | 2019. október 25.    | 6,91 millió |
| 205. | 6.  | Glass Houses              | Heather Cappiello  | Történet: Allie Solomon és Kevin Wade Tévéjáték: Allie Solomon és Peter D'Antonio | 2019. november 1.    | 7,61 millió |
| 206. | 7.  | Higher Standards          | David Barrett      | Siobhan Byrne O'Connor                                                            | 2019. november 8.    | 7,39 millió |
| 207. | 8.  | Friends in High Places    | Jennifer Opresnick | Ian Biederman                                                                     | 2019. november 15.   | 7,51 millió |
| 208. | 9.  | Grave Errors              | Robert Harmon      | Daniel Truly                                                                      | 2019. november 22.   | 7,57 millió |
| 209. | 10. | Bones to Pick             | David M. Barrett   | Brian Burns                                                                       | 2019. december 6.    | 7,33 millió |
| 210. | 11. | Careful What You Wish For | Rachel Feldman     | Kevin Riley és Allie Solomon                                                      | 2020. január 3.      | 7,68 millió |
| 211. | 12. | Where the Truth Lies      | David M. Barrett   | Siobhan Byrne O'Connor                                                            | 2020. január 10.     | 7,91 millió |
| 212. | 13. | Reckless                  | John Behring       | Jack Ciapciak                                                                     | 2020. január 31.     | 7,53 millió |
| 213. | 14. | Fog or War                | Doug Aarniokoski   | Ian Biederman                                                                     | 2020. február 14.    | 7,45 millió |
| 214. | 15. | Vested Interests          | Alex Zakrzewski    | Daniel Truly                                                                      | 2020. március 6.     | 7,31 millió |
| 215. | 16. | The First 100 Days        | Robert Harmon      | Brian Burns                                                                       | 2020. március 13.    | 8,14 millió |
| 216. | 17. | The Puzzle Palace         | Dean White         | Kevin Riley                                                                       | 2020. április 3.     | 8,77 millió |
| 217. | 18. | Hide in Plain Sight       | Doug Aarniokoski   | Allie Solomon és Kevin Wade                                                       | 2020. április 24.    | 8,02 millió |
| 218. | 19. | Family Secrets            | David M. Barrett   | Siobhan Byrne O'Connor                                                            | 2020. május 1.       | 8,52 millió |

## Tizenegyedik évad (2020-21)
| Sor. | Év. | Cím                                        | Rendező            | Író                                                         | Premier                                 | Nézettség   |
| ---- | --- | ------------------------------------------ | ------------------ | ----------------------------------------------------------- | --------------------------------------- | ----------- |
| 219. | 1.  | Pince (Triumph Over Trauma)                | David Barrett      | Siobhan Byrne O'Connor                                      | 2020. december 4. 2021. szeptember 28.  | 6,44 millió |
| 220. | 2.  | A család titka (In the Name of the Father) | John Behring       | Brian Burns                                                 | 2020. december 11. 2021. szeptember 29. | 6,38 millió |
| 221. | 3.  | Róka a tyúkólban (Atonement)               | David Barrett      | Kevin Riley                                                 | 2020. december 18. 2021. szeptember 30. | 6,38 millió |
| 222. | 4.  | Mindent vagy semmit (Redemption)           | Alex Chapple       | Ian Biederman                                               | 2021. január 8. 2021. október 1.        | 6,56 millió |
| 223. | 5.  | Apák és fiaik (Spilling Secrets)           | John Behring       | Daniel Truly                                                | 2021. január 22. 2021. október 2.       | 6,73 millió |
| 224. | 6.  | Whisky és tej (The New Normal)             | David Barrett      | Ian Biederman                                               | 2021. február 5. 2021. október 5.       | 6,51 millió |
| 225. | 7.  | Volvók és Lamborghinik (In To Deep)        | Jennifer Opresnick | Daniel Truly                                                | 2021. február 12. 2021. október 6.      | 6,52 millió |
| 226. | 8.  | Átlátszó (More Than Meets the Eye)         | David Barrett      | Siobhan Byrne O'Connor és Yasmin Cadet                      | 2021. március 5. 2021. október 7.       | 6,30 millió |
| 227. | 9.  | Nincs perpatvar (For Whom the Bell Tolls)  | Robert Harmon      | Brian Burns                                                 | 2021. március 26. 2021. október 8.      | 6,39 millió |
| 228. | 10. | Közjó (The Common Good)                    | David Barrett      | Kevin Riley                                                 | 2021. április 2. 2021. október 9.       | 6,21 millió |
| 229. | 11. | Az első szabály (Guardian Angels)          | Ralph Hemecker     | Ian Biederman és Jack Ciapciak                              | 2021. április 9. 2021. október 12.      | 6,35 millió |
| 230. | 12. | Minden jó, ha vége jó (Happy Endings)      | Eric Laneuville    | Siobhan Byrne O'Connor                                      | 2021. április 16. 2021. október 13.     | 6,83 millió |
| 231. | 13. | Bukott Hősök (Fallen Heroes)               | David Barrett      | Peter D'Antonio és Daniel Truly                             | 2021. április 30. 2021. október 14.     | 6,29 millió |
| 232. | 14. | Az új én (The New You)                     | Jackeline Tejada   | Brian Burns                                                 | 2021. május 7. 2021. október 15.        | 5,87 millió |
| 233. | 15. | A vég (The End)                            | Alex Zakrzewski    | Siobhan Byrne O'Connor és Kevin Riley                       | 2021. május 14. 2021. október 16.       | 6,36 millió |
| 234. | 16. | Fekete bárány (Justifies the Means)        | David Barrett      | Történet: Kevin Wade Tévéjáték: Ian Biederman és Kevin Wade | 2021. május 14. 2021. október 19.       | 7,07 millió |

## Tizenkettedik évad (2021-22)
| Sor. | Év. | Cím                                            | Rendező            | Író                                                        | Premier                             | Nézettség   |
| ---- | --- | ---------------------------------------------- | ------------------ | ---------------------------------------------------------- | ----------------------------------- | ----------- |
| 235. | 1.  | Minden bűn gyűlöletből fakad (Hate is Hate)    | David Barrett      | Siobhan Byrne O'Connor                                     | 2021. október 1. 2022. június 14.   | 6,30 millió |
| 236. | 2.  | Őrült idők (Times Like These)                  | Robert Harmon      | Brian Burns                                                | 2021. október 8. 2022. június 15.   | 6,00 millió |
| 237. | 3.  | Védekező ösztönök (Protective Instincts)       | Jackeline Tejada   | Kevin Riley és Yasmine Cadet                               | 2021. október 15. 2022. június 16.  | 5,96 millió |
| 238. | 4.  | Izgága zsaruk (True Blue)                      | Ralph Hemecker     | Jack Ciapciak                                              | 2021. október 22. 2022. június 17.  | 6,05 millió |
| 239. | 5.  | Jó szándékok (Good Intentions)                 | David Barrett      | Daniel Truly                                               | 2021. november 5. 2022. június 18.  | 6,20 millió |
| 240. | 6.  | Légy okos vagy meghalsz! (Be Smart or Be Dead) | John Behring       | Siobhan Byrne O'Connor és Graham Thiel                     | 2021. november 12. 2022. június 21. | 6,10 millió |
| 241. | 7.  | Korunk Amerikája (USA Today)                   | Ralph Hemecker     | Brian Burns és Van B. Nguyen                               | 2021. november 19. 2022. június 22. | 5,79 millió |
| 242. | 8.  | A kisebbik rossz (Reality Check)               | Jennifer Opresnick | Kevin Riley                                                | 2021. december 3. 2022. június 23.  | 5,81 millió |
| 243. | 9.  | Tűzfal (Firewall)                              | Robert Harmon      | Daniel Truly és Peter D'Antonio                            | 2021. december 10. 2022. június 24. | 5,77 millió |
| 244. | 10. | Régi barátok (Old Friends)                     | Jackeline Tejada   | Ian Biederman                                              | 2022. január 7. 2022. június 25.    | 6,07 millió |
| 245. | 11. | Kékben az igazság (On The Arm)                 | Alex Zakrzewski    | Kevin Wade és Brian Burns                                  | 2022. január 14. 2022. július 12.   | 6,44 millió |
| 246. | 12. | A Reagan-módszer (The Reagan Way)              | Jackeline Tejada   | Siobhan Byrne O'Connor                                     | 2022. január 21. 2022. július 13.   | 6,27 millió |
| 247. | 13. | Szerény vigasz (Cold Comfort)                  | Kivin Riley        | Alex Zakrzewski                                            | 2022. január 28. 2022. július 14.   | 6,10 millió |
| 248. | 14. | Lejjebb a mércét (Allegiance)                  | Donald Thorin Jr.  | Yasmine Cadet és Jack Ciapciak                             | 2022. február 25. 2022. július 15.  | 6,25 millió |
| 249. | 15. | Álláspont (Where We Stand)                     | John Behring       | Ian Biederman és Van B. Nguyen                             | 2022. március 4. 2022. július 16.   | 5,90 millió |
| 250. | 16. | Bűntudat (Guilt)                               | Ralph Hemecker     | Brian Burns                                                | 2022. március 11. 2022. július 19.  | 6,14 millió |
| 251. | 17. | Rejtett indíték (Hidden Motive)                | Bridget Moynahan   | Daniel Truly                                               | 2022. április 1. 2022. július 20.   | 5,67 millió |
| 252. | 18. | Rég elveszett (Long Lost)                      | Ralph Hemecker     | Kevin Riley és Nicole Abraham                              | 2022. április 8. 2022. július 21.   | 5,93 millió |
| 253. | 19. | Összegabalyodva (Tangled Up in Blue)           | Doug Aarniokoski   | Történet: Kevin Wade Tévéjáték: Kevin Wade és Graham Thiel | 2022. április 29. 2022. július 22.  | 5,85 millió |
| 254. | 20. | Öröm az ürömben (Silver Linings)               | Ralph Hemecker     | Siobhan Byrne O'Connor                                     | 2022. május 6. 2022. július 23.     | 6,23 millió |

## Tizenharmadik évad (2022-23)
| Sor. | Év. | Cím                                               | Rendező             | Író                                        | Premier                            | Nézettség   |
| ---- | --- | ------------------------------------------------- | ------------------- | ------------------------------------------ | ---------------------------------- | ----------- |
| 255. | 1.  | Hinned kell (Keeping the Faith)                   | Alex Zakrzewski     | Siobhan Byrne O'Connor és Kevin Wade       | 2022. október 7. 2023. július 1.   | 6,40 millió |
| 256. | 2.  | Hajnalpír (First Blush)                           | Alex Zakrzewski     | Brian Burns és James Nuciforo              | 2022. október 14. 2023. július 4.  | 6.06 millió |
| 257. | 3.  | Felszívódva (Ghosted)                             | Jackeline Tejada    | Ashley Zazzarino és Daniel Truly           | 2022. október 21. 2023. július 5.  | 5,91 millió |
| 258. | 4.  | Háborús idők (Life During Wartime)                | Douglas Aarniokoski | Ian Biederman                              | 2022. október 28. 2023. július 6.  | 5,68 millió |
| 259. | 5.  | Hazai fronton (Homefront)                         | Alex Zakrzewski     | Kevin Reilly                               | 2022. november 4. 2023. július 7.  | 6.09 millió |
| 260. | 6.  | Veszélyes terepen (On Dangerous Ground)           | Ralph Hemecker      | Jack Ciapciak                              | 2022. november 18. 2023. július 8. | 5,82 millió |
| 261. | 7.  | Hősök (Heroes)                                    | Douglas Aarniokoski | Siobhan Byrne                              | 2022. december 2. 2023. július 13. | 5,62 millió |
| 262. | 8.  | Költői igazságszolgáltatás (Poetic Justice)       | Jackeline Tejada    | Brian Burns és Van B. Nguyen               | 2022. december 9. 2023. július 14. | 6.05 millió |
| 263. | 9.  | Semmi sem szent (Nothing Sacred)                  | Bridget Moynahan    | Daniel Truly                               | 2023. január 6. 2023. július 15.   | 6.10 millió |
| 264. | 10. | Tudod mit kell tenned (Fake It' Till You Make It) | Rob Harmon          | Ian Biederman                              | 2023. január 13. 2023. július 18.  | 6.12 millió |
| 265. | 11. | Elveszettek (Lost Ones)                           | Jackeline Tejada    | Yasmin Cadet és Kevin Reilly               | 2023. január 20. 2023. július 19.  | 6,14 millió |
| 266. | 12. | A nagy ligások (The Big Leagues)                  | Ralph Hemecker      | Kevin Wade, Brian Burns és Peter D'Antonio | 2023. február 3. 2023. július 20.  | 6,19 millió |
| 267. | 13. | Kísért a múlt (Past History)                      | Jackeline Tejada    | Siobhan Byrne O'Connor                     | 2023. február 10. 2023. július 21. | 6,25 millió |
| 268. | 14. | Ütköző pálya (Collision Course)                   | Ralph Hemecker      | Daniel Truly és Jack Ciapciak              | 2023. március 3. 2023. július 22.  | 6,22 millió |
| 269. | 15. | Közel az otthonhoz (Close to Home)                | Douglas Aarniokoski | Ian Biederman és Yasmine Cadet             | 2023. március 10. 2023. július 25. | 5,74 millió |
| 270. | 16. | Meztelen igazság (The Naked Truth)                | Don Thorin Jr.      | Daniel Truly és Nicole Abraham             | 2023. március 31. 2023. július 26. | 5,33 millió |
| 271. | 17. | Homályos tükrök (Smoke & Mirrors)                 | Jackeline Tejada    | Kevin Reilly és Van B. Nguyen              | 2023. április 7. 2023. július 27.  | 6,21 millió |
| 272. | 18. | Családi ügyek (Family Matters)                    | Ralph Hemecker      | Peter D'Antonio és Jack Ciapciak           | 2023. április 21. 2023. július 28. | 5,99 millió |
| 273. | 19. | Tűzriadó (Fire Drill)                             | Don Thorin Jr.      | Ian Biederman                              | 2023. május 5. 2023. augusztus 1.  | 5,61 millió |
| 274. | 20. | Írek útja (Irish Exits)                           | Ralph Hemecker      | Kevin Riley                                | 2023. május 12. 2023. augusztus 2. | 5,46 millió |
| 275. | 21. | Bocsásd meg (Forgive Us Our Trespasses)           | Alex Zakrzewski     | Kevin Wade és Siobhan Byrne O'Connor       | 2023. május 19. 2023. augusztus 3. | 5,78 millió |

## Tizennegyedik évad (2024)
| Sor. | Év. | Cím                           | Rendező            | Író                                                          | Premier            | Nézettség   |
| ---- | --- | ----------------------------- | ------------------ | ------------------------------------------------------------ | ------------------ | ----------- |
| 276. | 1.  | Loyalty                       | Alex Zakrzewski    | Ian Biederman                                                | 2024. február 16.  | 5,67 millió |
| 277. | 2.  | Dropping Bombs                | Jackeline Tejada   | Siobhan Byrne O'Connor                                       | 2024. február 23.  | 5,45 millió |
| 278. | 3.  | Fear No Evil                  | Ralph Hemecker     | Kevin O'Reilly és Jack Ciapciak                              | 2024. március 1.   | 5,55 millió |
| 279. | 4.  | Past is Present               | Bridget Moynahan   | Dan Truly                                                    | 2024. március 15.  | 5,47 millió |
| 280. | 5.  | Bad Faith                     | Robert Harmon      | Ian Biederman és Van B. Nguyen                               | 2024. április 5.   | 4,86 millió |
| 281. | 6.  | Shadowland                    | Jackeline Tejada   | Yasmine Cadet                                                | 2024. április 12.  | 5,41 millió |
| 282. | 7.  | On the Ropes                  | Doug Aarniokoski   | Daniel Truly és Peter D'Antonio                              | 2024. április 26.  | 5,38 millió |
| 283. | 8.  | Wicked Games                  | Ralph Hemecker     | Kevin Reilly                                                 | 2024. május 3.     | 5,16 millió |
| 284. | 9.  | Two of a Kind                 | Doug Aarniokoski   | Jack Ciapciak                                                | 2024. május 10.    | 5,15 millió |
| 285. | 10. | The Heart of a Saturday Night | Ralph Hemecker     | Történet: James Nuciforo és Kevin Wade Tévéjáték: Kevin Wade | 2024. május 17.    | 5,25 millió |
| 286. | 11. | Life Sentence                 | Jackeline Tejada   | Siobhan Byrne O'Connor                                       | 2024. október 18.  | 5,02 millió |
| 287. | 12. | Without Fear or Favor         | Donald Thorin, Jr. | Ian Biederman                                                | 2024. október 25.  | 4,61 millió |
| 288. | 13. | Bad to Worse                  | Alex Zakrzewski    | Tara Garvey és Daniel Truly                                  | 2024. november 1.  | 5,10 millió |
| 289. | 14. | New York Minute               | Ralph Hemecker     | Nicole Abraham                                               | 2024. november 8.  | 4,85 millió |
| 290. | 15. | No Good Deed                  | Alex Zakrzewski    | Peter D'Antonio                                              | 2024. november 15. | 4,73 millió |
| 291. | 16. | The Gray Areas                | Doug Aarniokoski   | Kevin Riley és Van B. Nguyen                                 | 2024. november 22. | 5,05 millió |
| 292. | 17. | Entitlement                   | Jackeline Tejada   | Yasmine Cadet és Daniel Truly                                | 2024. december 6.  | 5,36 millió |
| 293. | 18. | End of Tour                   | Alex Zakrzewski    | Siobhan Byrne O'Connor és Kevin Wade                         | 2024. december 13. | 5,86 millió |

## Fordítás
Ez a szócikk részben vagy egészben  a   List of Blue Bloods episodes című angol Wikipédia-szócikk ezen változatának fordításán alapul.  Az eredeti cikk szerkesztőit annak laptörténete sorolja fel. Ez a jelzés csupán a megfogalmazás eredetét és a szerzői jogokat jelzi, nem szolgál a cikkben szereplő információk forrásmegjelöléseként.